# Poetic Champions Compose
Poetic Champions Compose è il diciassettesimo album discografico in studio del cantautore britannico Van Morrison, pubblicato nel 1987.

## Tracce
Tutte le tracce sono di Van Morrison tranne dove indicato.
Side 1
1. Spanish Steps – 5:20
2. The Mystery – 5:16
3. Queen of the Slipstream – 4:55
4. I Forgot That Love Existed – 4:17
5. Sometimes I Feel Like a Motherless Child (tradizionale) – 4:27

Side 2
1. Celtic Excavation – 3:17
2. Someone Like You – 4:06
3. Alan Watts Blues – 4:24
4. Give Me My Rapture – 3:44
5. Did Ye Get Healed? – 4:06
6. Allow Me – 3:53

## Classifiche
| Anno | Classifica                          | Posizione raggiunta |
| ---- | ----------------------------------- | ------------------- |
| 1987 | Regno Unito (Official Albums Chart) | 22                  |